# Rigenerazione (biologia)
In biologia, la rigenerazione consiste nel sostituire parti danneggiate del corpo con copie identiche alle stesse.

## Caratteristiche

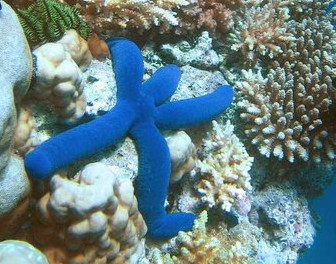
Una stella marina

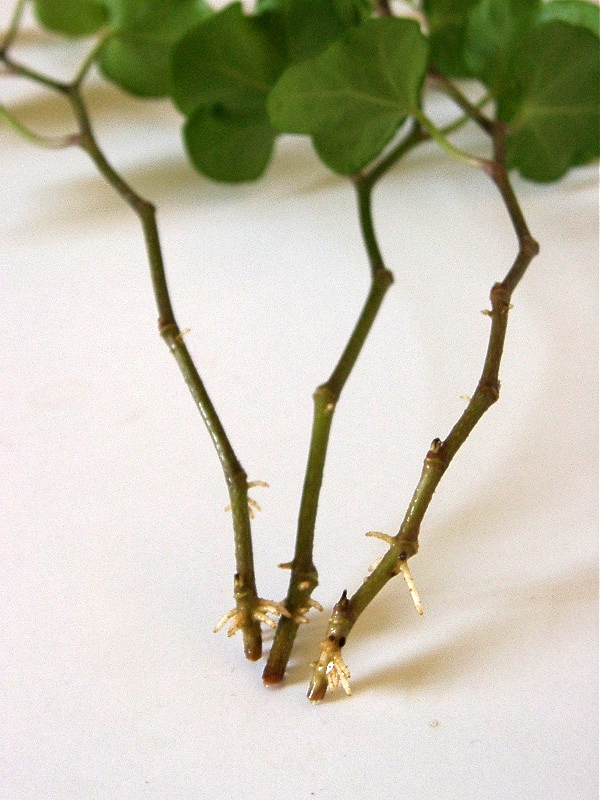
Una talea di edera

I fenomeni rigenerativi che si verificano nell'ambito del mondo vegetale sono universalmente noti, e vengono considerati con una certa naturalezza; non genera il minimo stupore il caso di un albero mutilato d'un suo ramo che in breve tempo rigenera lo stesso, così come rientra nell'esperienza più comune la nozione delle possibilità che il ramo spezzato, dal canto suo, può offrire, rigenerando radici e trasformandosi quindi, se convenientemente interrato, in una nuova pianta: è la tecnica della talea.
Assai diverso è al contrario l'atteggiamento più diffuso nei confronti dei fenomeni di rigenerazione verificantesi a livello animale: il caso della lucertola che rigenera la propria coda mozzata, o del tritone che riforma le zampe amputate, o ancora della piccola Hydra d'acqua dolce, che può essere sezionata in molte parti, ognuna delle quali conserva la proprietà di riformare, dopo un breve lasso di tempo, un nuovo organismo completo in ogni sua parte.
La realtà è accentuatamente diversa: il mondo animale si presenta in effetti ricchissimo di esempi che mettono coerentemente in luce quali enormi possibilità abbia offerto la natura agli organismi pur di garantirne, per quanto possibile, la sopravvivenza.
Animale caratteristico in questo senso è la stella marina, in grado di rigenerare i propri bracci che perde, anche se in scala ridotta (i bracci rigenerati sono più piccoli degli originali).

## Metodi rigenerativi: epimorfosi e morfallassi
Nel regno animale ci sono due modi essenziali per la rigenerazione cellulare: l'epimorfosi e la morfallassi. L'epimorfosi consiste nel far "ricrescere" una parte del corpo dell'individuo utilizzando del tessuto indifferenziato e facendolo proliferare, fino ad ottenere la giusta quantità di cellule. Una volta giunti al numero di cellule necessario, avviene una differenziazione che riporta la struttura danneggiata alle sue condizioni originarie. La morfallassi invece consiste in una riorganizzazione delle cellule che vengono prima dedifferenziate, traslocate dove servono, ed infine ridifferenziate.

## Un singolare sistema di difesa

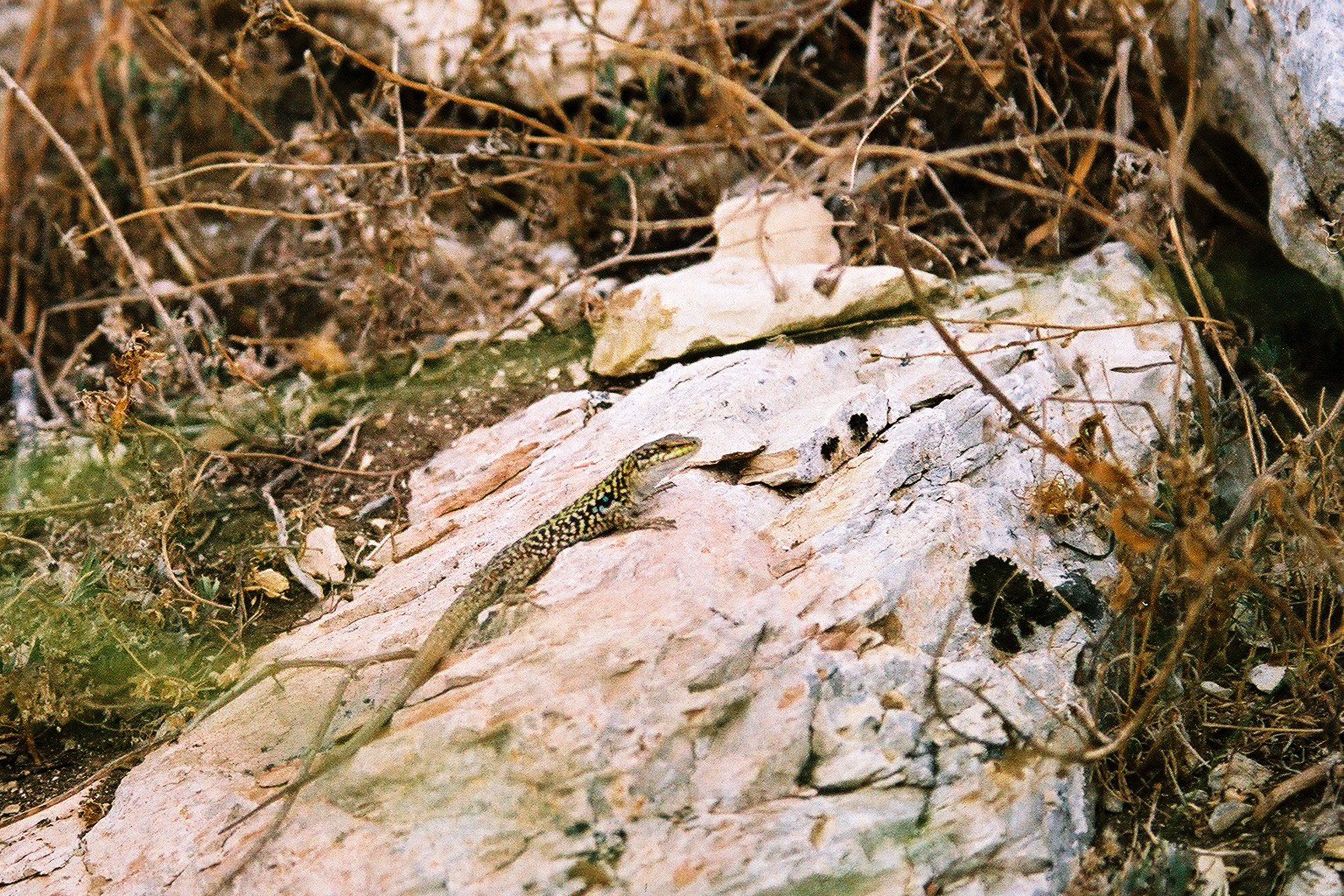
Per le lucertole, come questa lucertola campestre, la perdita della coda, che verrà poi rigenerata, è la principale difesa

In numerosi animali le capacità di rigenerazione sono strettamente collegate ai mezzi difensivi, spesso piuttosto limitati, di cui l'animale si serve per preservare la propria incolumità: un esempio viene fornito dalla lucertola; è noto infatti che questo piccolo rettile, quando si sente afferrato per la coda da un qualsiasi nemico inteso a catturarlo, si mozza da solo l'appendice caudale per mezzo di una violentissima contrazione muscolare, abbandonando quindi all'avversario l'inutile preda; la coda ricrescerà poi in breve tempo, ridando all'animale l'aspetto consueto.
Questo fenomeno prende il nome di autotomia e si riscontra in parecchi animali scarsamente evoluti, come le già citate stelle di mare, che si liberano con facilità dei propri bracci non appena questi vengono afferrati o feriti, o come i granchi, che analogamente abbandonano le zampe all'aggressore, o gli ofiuroidei (animali affini alle stelle di mare), cui basta toccare un braccio perché l'animale se ne privi precipitosamente.